# Моисей (Махани)
Митрополит Моисе́й (в миру Моузес Джон Джозеф Махани, англ. Moses John Joseph Mahany; род. 1955, Сан-Хосе, Калифорния) — епископ неканонической автономной Церкви Истинно-Православных христиан Америки в составе старостильного Хризостомовского Синода, митрополит Торонтский.

## Биография
Родился в 1955 году в римо-католической семье Фрэнсиса и Риты Махани в Сан-Хосе, Калифорния.
Узнал о православии в 1975 году благодаря приходу Русской православной церкви заграницей. В том же году прошёл оглашение и крещение в греческом Свято-Преображенском монастыре в Бостоне, который в то время был в составе РПЦЗ. Стал послушником в Свято-Преображенском монастыре, а 1978 году принял монашество с именем Моисей в честь Моисея Боговидца.
В 1986 году вместе со Свято-Преображенским монастырём покинул Русскую зарубежную церковь и присоединился к Авксентиевскому синоду.
В 1992 году был рукоположён в сан иеродиакона. На праздник Вознесения 1996 года был рукоположён в сан иеромонаха.
В 1996 году в Авксентиевском Синоде возник острый конфликт, в результате которого от него отделяются приходы в Северной Америке и Европе, образовавшие Святую православную церковь Северной Америки.
7 октября 1996 года был рукоположён в викарного епископа Рослиндэйльского. Хиротонию совершили епископы Ефрем (Спанос) и Макарий (Катре).
26 сентября (9 октября) 2001 году Синод Святой Православной Церкви в Северной Америке учредил новую Сиэтлийскую митрополию на территории штатов США к западу от Миссисипи и избрал викарного епископа Рослиндэйльского Моисея митрополитом Сиэтлийским с резиденцией в Монастыре святого Григория Синаита в Келсивилль и офисом в Сиэтле. Настолование состоялось в декабре того же года.
В марте 2007 года был переведён на Портлендскую митрополию.
9 апреля 2011 года «митрополит Портландский и Запада Соединённых Штатов» Моисей (Махани) и его викарий «епископ Лох-Ломондский» Сергий (Блэк) подали прошение о переходе в юрисдикцию Флоринитского Синода Церкви ИПХ Греции. Своё решение «митрополит» Моисей (Махани) и «епископ» Сергий (Блэк) мотивировали тем обстоятельством, что изначально «Бостонский Синод» учреждался как американская церковная структура старостильной Церкви Истинно-Православных Христиан Греции, но впоследствии эта связь с Грецией была разорвана. Желая восстановить утраченную зависимость от греческого старостильничества, именуемого ими Церковью-Матерью, названные «иерархи» подали прошение о принятии их в юрисдикцию «флоринитского» Синода Церкви ИПХ Греции.
3 мая 2011 года решением Священного Синода Американской митрополии Флоринитского Синода Церкви ИПХ Греции, состоявшемся под председательством «митрополита Американского» Павла (Стратигеаса) вместе с митрополитом Моисеем принят в юрисдикцию флоринитского Синода, при этом епископу Сергию был усвоен титул Портлэндский. Вместе с ними в юрисдикцию Флоринитского Синода перешёл административный центр в Портленде, штат Орегон, а также духовенство, монашествующие и миряне, с приходами и миссиями в западной части Соединённых Штатов.
2 (15) ноября 2012 года по просьбе клира и мирян южного Онтарио (Канада) единогласным решением Хризостомовского синода в Греции избран митрополитом новоучреждённой Торонтской митрополии в границах Южного Онтарио.